# Кобылье (озеро, Вологодская область)
Кобылье — пресноводное озеро на территории Оштинского сельского поселения Вытегорского района Вологодской области.

## Физико-географическая характеристика
Площадь озера — 1,9 км². Располагается на высоте 33,0 метров над уровнем моря.
Берега Кобыльего преимущественно заболоченные.
Протокой соединено с Онежским озером.
На востоке озеро соединено с Чагозером.
Острова на озере отсутствуют.
Населённые пункты и автодороги вблизи водоёма отсутствуют.
Код объекта в государственном водном реестре — 01040100611102000020216.